# Giovanni Fattori
Giovanni Fattori (Livorno, 6 settembre 1825 – Firenze, 30 agosto 1908) è stato un pittore e incisore italiano.
È considerato tra i maggiori pittori italiani dell'Ottocento e tra i principali esponenti del movimento dei Macchiaioli.

## Biografia

### Giovinezza
Giovanni Fattori nacque a Livorno il 6 settembre 1825 (e non il 25 settembre, come affermò una volta, o nel 1828, come egli stesso ebbe due volte a dichiarare, seppur con una certa titubanza, per sembrare più giovane). La madre era la fiorentina Lucia Nannetti, «una buona donna che credeva in Dio e nei Santi» (usando le parole dello stesso figlio), mentre il padre si chiamava Giuseppe Fattori.
Rinaldo, primogenito di Giuseppe, titolare di un prosperoso banco di affari, sempre a Livorno, era più vecchio di Giovanni di una quindicina d'anni e instaurò con lui un rapporto speciale, quasi da padre e figlio. Fu per questo motivo che Giovanni Fattori, abbandonati gli studi alla scuola elementare, andò a lavorare nella banca d'affari del fratello, dove comunque imparò a leggere e a scrivere. Giovanni, tuttavia, rivelò ben presto un'innata vocazione per il disegno: dopo aver intuito le sue inclinazioni artistiche, pertanto, la seppur disagiata famiglia affidò il giovane alla scuola privata di Giuseppe Baldini, il migliore e «unico» artista della città. Ciò malgrado, egli non fu un bravo maestro per il Fattori, che in tarda età lo avrebbe ricordato come un uomo frivolo e vanaglorioso: dopo aver quindi preso consapevolezza dell'inconcludenza dei suoi studi, egli si trasferì a Firenze e si iscrisse all'Accademia di belle arti di Firenze, dove studiò svogliatamente sotto la guida di Giuseppe Bezzuoli.
Numerosi furono i suoi compagni di studi, tutti della medesima età ed estrazione sociale, unitamente animati da vivi sentimenti democratici e tra loro estremamente solidali. Erano costoro Costantino Mosti, suo primo compagno di stanza a Firenze; Odoardo Lalli, col quale per qualche tempo condivise lo studio dopo essersi trasferito in via della Pergola in seguito alla prematura scomparsa di Mosti;  Alfonso, Clarissa, Penelope e Amalia Nardi; Verulo e Alcibiade Bartorelli; Enrico e Nicola Kutufá; Ferdinando e Lucia Baldesi. Alla comitiva si aggiungevano anche un tal Giordanengo, Giovanni Paganucci (che condivise con il Fattori una soffitta in via Nazionale intorno al 1855), Ferdinando Buonamici e Luigi Bechi (futuri frequentatori, insieme al Fattori, del Caffè Michelangiolo): come osservato da Dario Durbè questi sono «nomi capaci oggi di risvegliare un'eco solo nella mente di un qualche cultore di storia locale livornese, eppure importanti per ricostruire momenti di eccezionale rilievo nella sensibilità dell'artista».
(Giovanni Fattori)

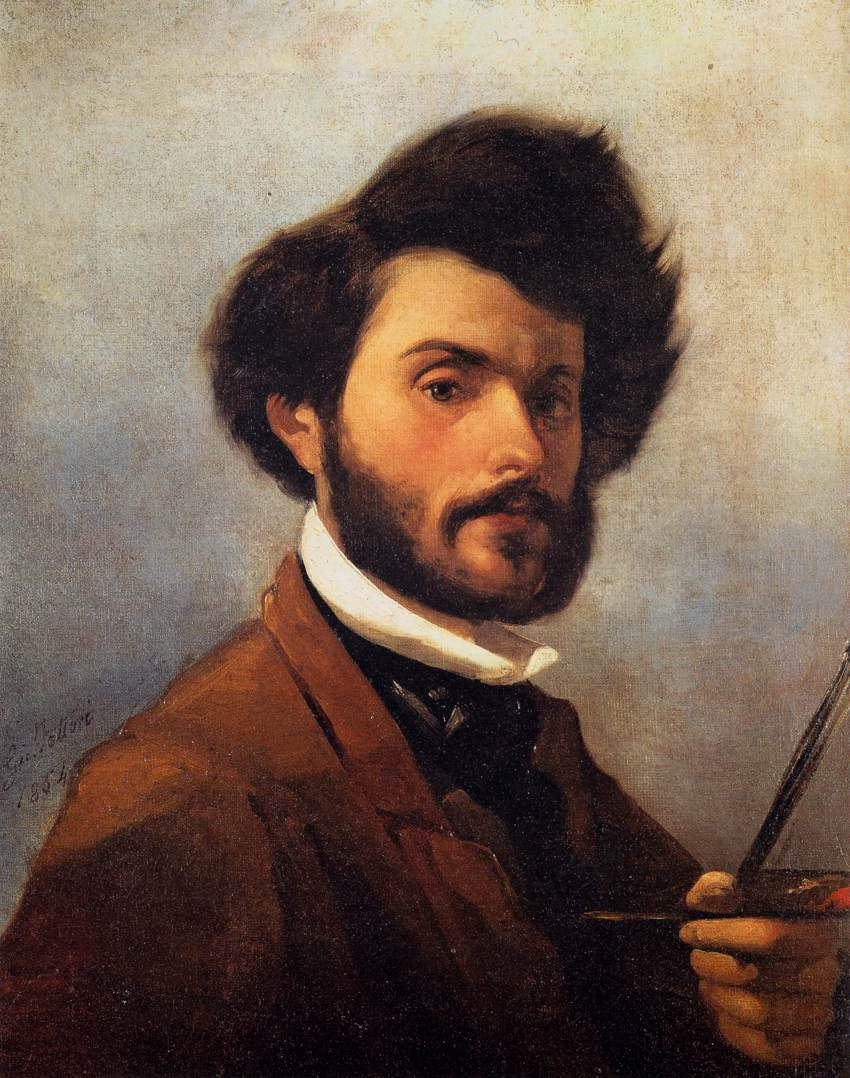
Giovanni Fattori, Autoritratto (1854); olio su tela, 59×47 cm, palazzo Pitti, Firenze. Si tratta della prima esperienza artistica significativa del Fattori, che qui sceglie di raffigurarsi con un atteggiamento disinvolto e brioso

Grazie all'intercessione di Giuseppe Giusti, ottenuta grazie a un'amica di famiglia, Fattori arrivò persino a figurare nella ristretta cerchia cui il Bezzuoli si apprestava a dare lezioni private. Ciò non passò inosservato alla società fiorentina del tempo, soprattutto alla luce del prestigio professionale del Bezzuoli (che, ormai al culmine della sua fama, non era affatto desideroso di dedicarsi alla didattica) e della situazione sociale del Fattori, che dovette apparire come un «figliuolo di brava gente del popolo, anche se giunta a qualche agiatezza» (Durbè).
Fu a causa di questa frizione con il bel mondo fiorentino che Fattori assunse un carattere ribelle e sanguigno, e fra i camerati iniziò rapidamente a godere fama del più sovversivo studente della scuola, come ci testimonia Telemaco Signorini che, nei suoi Caricaturisti e caricaturati, affermava che le burle e malefatte compiute dal Fattori in quegli anni erano degne di essere incluse in «un volume di molte pagine». In ogni caso, nonostante la straripante vivacità, Fattori nel 1852 riuscì a concludere regolarmente (anche se non in maniera particolarmente brillante) il suo ciclo di studi, grazie alla docenza di Gazzarrini (elementi), Servolini (disegno dalle statue), De Fabris (prospettiva), di Paganucci (anatomia) e, infine, di Pollastrini (scuola libera del nudo). Curiosamente egli non fu un grande conoscitore di storia dell'arte, siccome riteneva l'approccio a tali nozioni problematico per una libera espressione della propria sensibilità artistica:
(Giovanni Fattori)

### Maturità

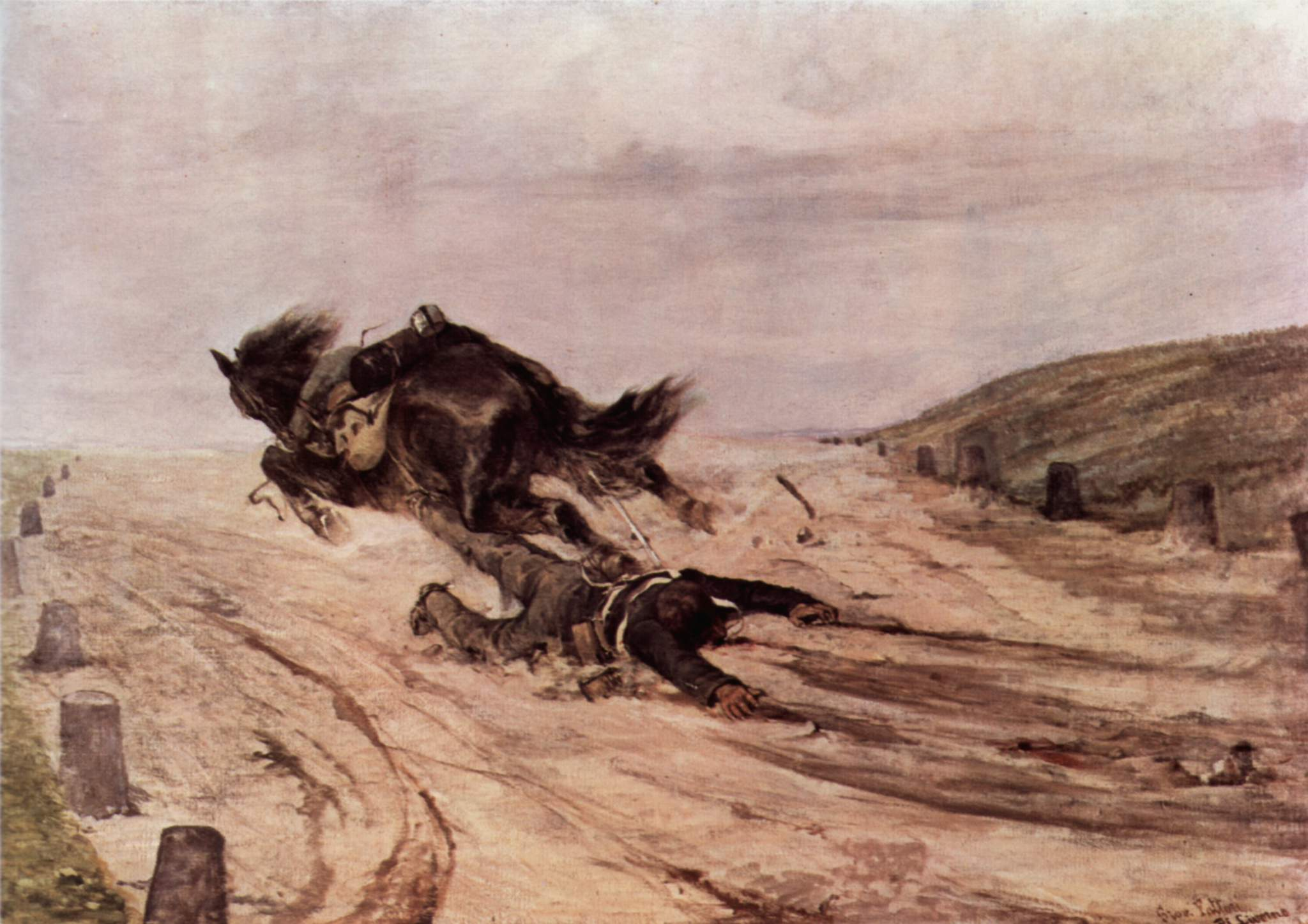
Giovanni Fattori, Lo staffato (1880); olio su tela, 90×130 cm, palazzo Pitti, Firenze

Con l'ascesa al soglio pontificio di Pio IX la popolazione studentesca iniziò a essere animata da intensi fermenti nazionalisti e rivoluzionari. Ne fu coinvolto lo stesso Fattori ,che, infiammato dall'ardore giovanile, si arruolò come fattorino del partito d'Azione e girò per la Toscana distribuendo «fogli incendiari» simili a volantini. Arrivò persino a pensare di arruolarsi volontario, anche se questo proposito non fu mai messo in atto in quanto non riuscì a superare l'opposizione dei genitori: ciò malgrado la tumultuosa epopea risorgimentale non mancò di lasciare un'impronta profonda nella fantasia del Fattori.
Dopo il termine delle vicende risorgimentali e la maturazione di una coscienza politica, Fattori ritornò alla pittura, accostandosi a essa con un animo bohémien: «feci, egli dice, la vera vita del boemien (sic) senza posare e senza saperlo [...] per pura necessità», avrebbe poi detto. Spinto dalla presenza austriaca in Toscana, e dalla volontà di allontanarsi dalla pittura bezzoliana, ancora nel solco della tradizione accademica, Fattori divenne un assiduo frequentatore del caffè Michelangiolo, taverna scelta come luogo di ritrovo da diversi artisti e patrioti fiorentini. Si trattò questo di un periodo «di vita lieta, spensierata senza sapere che cosa fosse il domani», allietato anche dall'amicizia con Settimia Vannucci, donna con la quale si sarebbe sposato nel 1860. Lo stesso Fattori, parlando della futura moglie, ci racconta dell'epidemia di colera che falcidiò la città nel 1854, anno del loro fidanzamento (la stessa Settimia, pur non soccombendo, ne fu vittima) e delle sue pressanti condizioni economiche, a causa delle quali divenne attivo come vignettista-litografo. Nel frattempo, dopo gli esordi dell'Autoritratto (1854), Fattori sperimentò una nuova tecnica espressiva, la macchia.

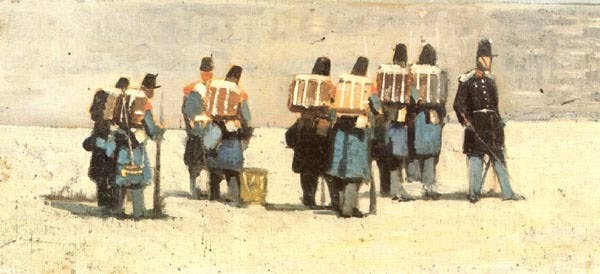
Giovanni Fattori, Soldati francesi del '59 (1859); olio su tela, 16x32 cm, Collezione privata, Milano

Nel 1861 eseguì il Ritratto della cugina Argia, altro quadro di spicco, mentre l'anno successivo fu la volta del Campo italiano alla battaglia di Magenta, dipinto per il quale Fattori poté beneficiare di una somma di denaro messagli a disposizione mediante concorso per recarsi personalmente sul campo di Magenta, in Lombardia. Questi giorni, tuttavia, furono funestati da una gravissima disgrazia familiare: Settimia, infatti, aveva contratto la tubercolosi, malattia che la portò alla morte nel 1867. Nonostante il lutto, in questi anni Fattori riuscì a mettere definitivamente a punto le sue doti da pittore, licenziando una serie di opere destinate ad avere grande eco, che indagavano gli aspetti più concreti e quotidiani della realtà. A questa evoluzione stilistica contribuì anche Diego Martelli, nume tutelare della cosiddetta «scuola di Castiglioncello», cui Fattori si accostò nel luglio 1867: oltre a divenire un intimo amico del Martelli, in questa città Fattori realizzò moltissime opere nella campagna maremmana, come Assalto e Bovi al carro. Dopo un soggiorno a Roma del 1872 produsse invece opere dal sapore verista, autoctono, persino Viale animato (si pensi alle tre versioni della Posta al campo o alle due redazioni del Viale animato), con le quali si conquistò il favore dei contemporanei.

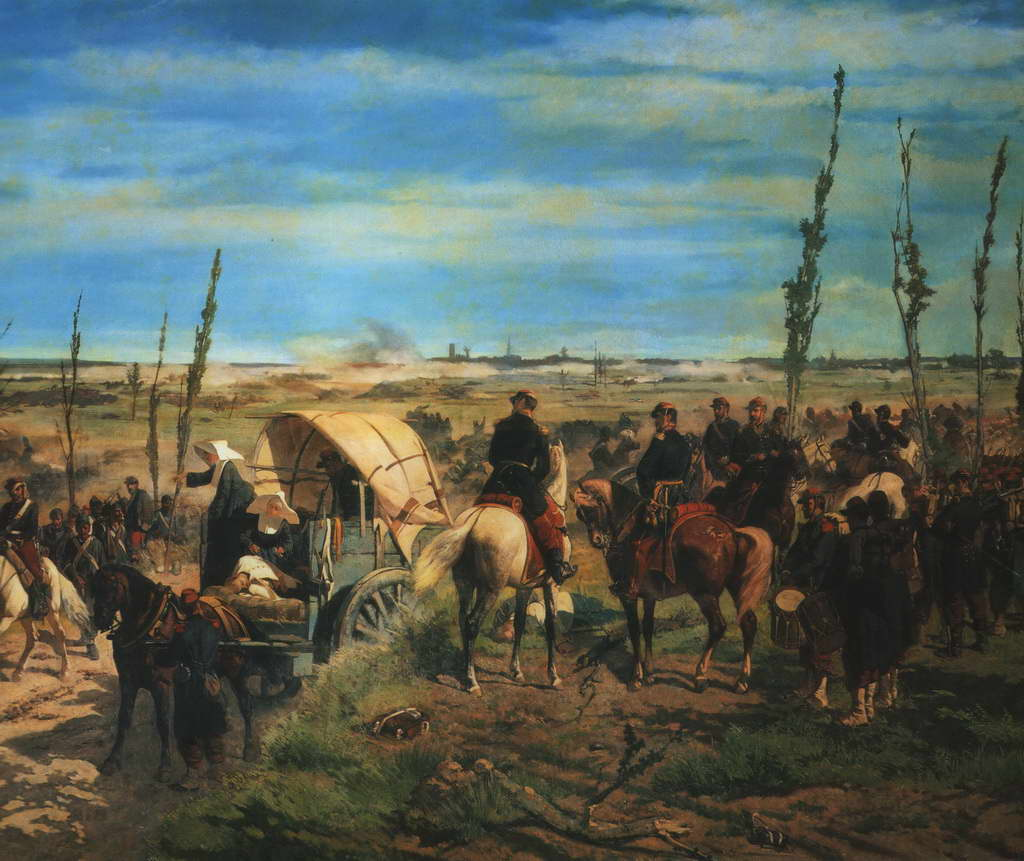
Giovanni Fattori, Il campo italiano alla battaglia di Magenta (1862); olio su tela, 240×348 cm, Palazzo Pitti, Firenze

Dal 1862 Fattori iniziò a entrare nella considerazione di Francesco e Matilde Gioli e a frequentare la loro villa di Vallospoli, animata da una grande vivacità culturale che certamente gli giovò. Trasse qualche suggestione anche dal soggiorno a Parigi, ove soggiornò fra il maggio e il giugno del 1875, ospite di Federico Zandomeneghi: egli, tuttavia, manifestò ben presto una naturale idiosincrasia per la pittura impressionista, che doveva certamente rappresentare la vera novità del periodo, nutrendo un'avversione profonda specialmente nei confronti di Camille Pissarro. Fu in quegli anni che andò delineandosi la sua fama di «forte verista», sancita dai premi vinti nelle Esposizioni: nel 1870 a Parma; nel 1873 a Vienna e a Londra; nel 1875 a Santiago del Cile; nel 1876 a Philadelphia; nel 1880 a Melbourne; nel 1887 a Dresda; nel 1889 a Colonia. Uno dei suoi dipinti, nella fattispecie Quadrato di Villafranca, fu ammirato dal re Umberto I e acquistato dalla Galleria Nazionale d'Arte Moderna di Roma. Nel frattempo si invaghì perdutamente di Amalia Nollemberger, una diciannovenne tedesca al servizio di Matilde Gioli in qualità di istruttrice: l'ardore suscitato dalla giovane donna fu tale da causare un salto di qualità nell'arte di Fattori.
Il riconoscimento di Fattori fu testimoniato anche dalla nomina di professore corrispondente della Accademia di Belle Arti di Firenze nel 1869 e di professore onorario di pittura 1880. Nonostante questi titoli egli non ebbe mai un ruolo organico nell'Accademia e percepì sempre stipendi assai modesti, tanto che si trovò costretto a dedicarsi all'insegnamento privato della pittura presso le famiglie della nobiltà fiorentina. Quest'attività accrebbe sia i suoi guadagni sia la sua fama, e Fattori si ritrovò ad apprezzare quell'abominevole «aristocrazia di casta» sino ad allora giudicata negativamente a causa dell'opposizione politica e della limitatezza degli ambienti che egli aveva frequentato sino ad allora. Quest'influenza fu senza dubbio molto positiva e stimolante, tanto che in questi anni rintracciamo un ulteriore punto di svolta nella pittura fattoriana. Intanto intraprese anche l'attività di acquafortista, incidendo un globale di ben duecento lastre.
Nel 1882 soggiorna presso il principe Tommaso Corsini nella tenuta della Marsiliana, nella Maremma grossetana. In quell'occasione l'artista, impressionato dalla natura aspra e selvaggia e dai volti dei butteri segnati dal duro lavoro nei campi, trae spunto per alcuni quadri:  La marcatura dei puledri, Il salto delle pecore, Il riposo.
Tra i suoi ultimi allievi si ricordano Giovanni Marchini, col quale in seguito non perde più i contatti, e Giovanni Malesci, che gli rimane vicino negli ultimi anni, dal 1903 al 1908, divenendo il maggior prosecutore della memoria del maestro.

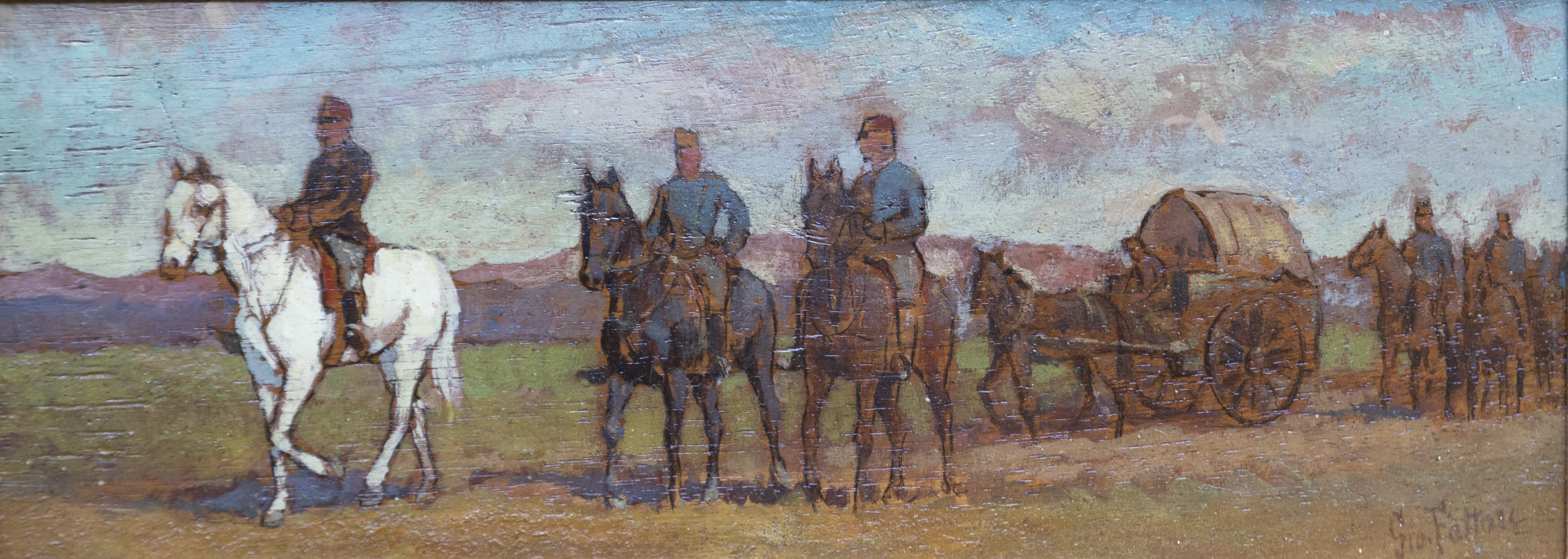
Giovanni Fattori, Movimenti di truppe, 10 x 26 cm, collezione privata, Milano

La celebrità di Fattori era ormai giunta al suo culmine, e fu con commozione che il segretario della Biennale di Venezia annunciò la presenza di «papà Fattori, vera anima di vero artista» alla quinta edizione dell'esposizione internazionale. Galvanizzato dalla notorietà raggiunta, Fattori lavorò alacremente e furono numerosissime le tele che egli inviò alle varie esposizioni che si susseguivano in Europa. Oltre alla Biennale di Venezia Fattori espose anche a Berlino (1896), Dresda (1897), Monaco di Baviera e Parigi (1900, presso la Exposition universelle), riscuotendo riconoscimenti e premi. Burrascosa fu la sua vita sentimentale: il 4 giugno 1891 sposò Marianna Bigazzi, dopo una convivenza di otto mesi (matrimonio dettato anche dalla necessità di agevolare quello della figliastra Giulia col pittore uruguayano Domingo Laporte). La Bigazzi, tuttavia, morì il 1º maggio 1903; Fattori nel 1907 sposò una sua amica, Fanny Marinelli, che pure morì prematuramente il 3 maggio 1908 e che ritrasse nel Ritratto della terza moglie. Ormai anziano, il pittore non si sposò più e decise di giovarsi della compagnia delle sue allieve, le quali contribuirono a una serena vivacità di spirito. Speciale menzione meritano Adele Galeotti, con la quale dipinse sul Trasimeno, Enedina Pinti (con cui si recò a Bauco e San Rossore nel 1904-5), e Anita Brunelli, con la quale Fattori si augurava di poter dipingere insieme sul litorale livornese.
Giovanni Fattori morì il 30 agosto 1908 all'età di 82 anni a Firenze; pianto sinceramente dai contemporanei, i funerali furono celebrati il 1º ottobre 1908. ??? un mese dopo???  Fu sepolto nel Famedio di Montenero, a Livorno.

## Stile

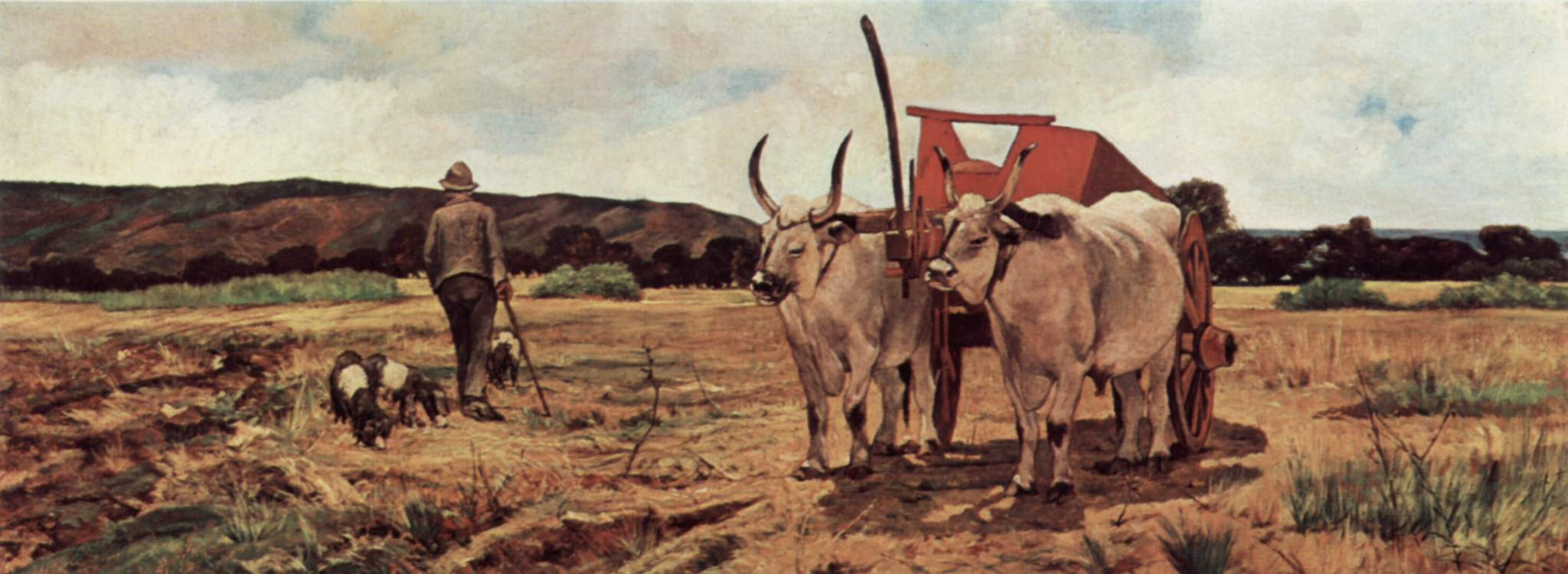
Giovanni Fattori, Terreno paludoso (1894); olio su tela, 74×204 cm, palazzo Pitti, Firenze

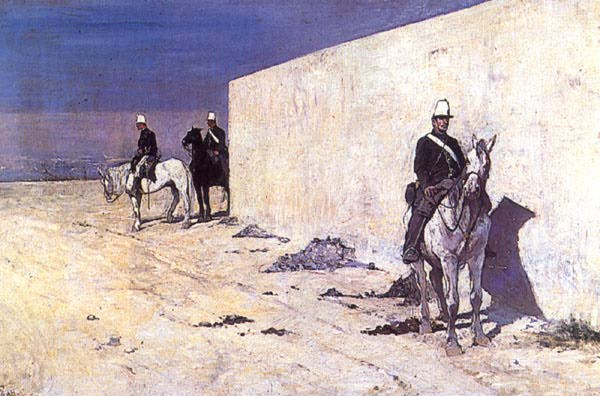
Giovanni Fattori, In vedetta (1872); olio su tavola, 37×56 cm, collezione privata, Valdagno

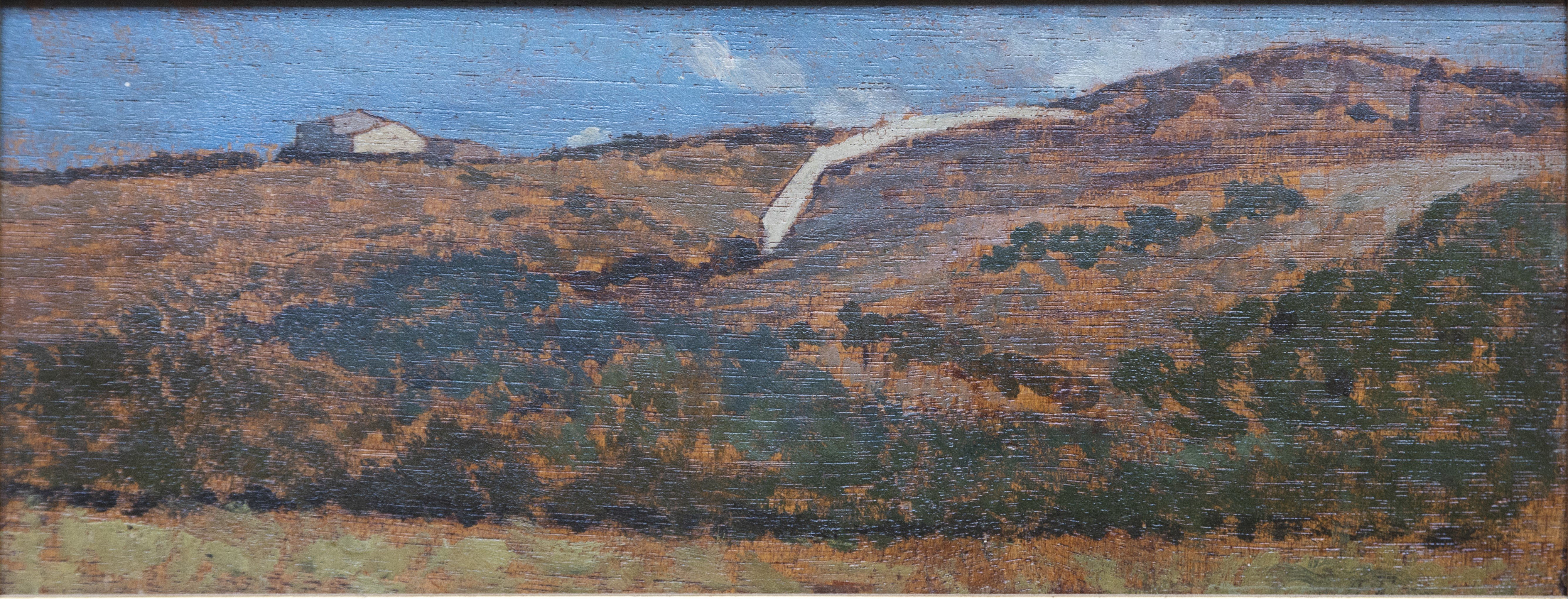
Giovanni Fattori, Il muro bianco, 10 x 28 cm, collezione privata, Roma.

Giovanni Fattori è considerato uno dei più sensibili esponenti del movimento dei Macchiaioli. Egli iniziò a informare i primi personali orientamenti artistici quando, a partire dagli anni Cinquanta dell'Ottocento, iniziò a frequentare il Caffè Michelangiolo di Firenze, animato da «una classe di giovani [artisti], i quali erano divenuti nemici dei professori accademici: guerra all’arte classica!». Fattori, mostrandosi insofferente alla pittura accademica e ai temi storico-celebrativi da essa prediletti, aderì quasi fisiologicamente alla macchia, una nuova tecnica pittorica ed espressiva legata con la poetica naturalistica. Lo scopo di Fattori, infatti, era quello di instaurare una pittura di 'impressione' modulando i volumi e le lontananze non più con il tradizionale chiaroscuro, bensì con la giustapposizione omogenea di campiture di colore accordate tra di loro in base al «tono», al «valore» e al loro conveniente «rapporto» (come spiegò egli stesso). Questa prassi aveva i suoi presupposti nelle dinamiche della percezione visiva: la presenza delle macchie, infatti, è giustificata dal fatto che l'occhio umano è colpito solo dai colori, che con le loro brusche interruzioni descrivono i contorni degli oggetti. Per questo motivo il reticolo disegnativo di Fattori non contemplava l'utilizzo di linee di contorno (assenti, tra l'altro, anche nella realtà).
I dipinti di Fattori trattano gli aspetti più terragni e quotidiani della realtà, quelli meno appariscenti e per questo motivo più dolorosi: a queste tematiche l'artista si accostò con diverse disposizioni d'animo, presentando talvolta un grande e innocente coinvolgimento lirico e altre volte facendo prevalere l'intento polemico, ironico o descrittivo. Questa riflessione sulla quotidianità, in ogni caso, fu condotta sempre con grande vigore e autenticità morale, in pieno accordo con la poetica macchiaiola, animata da un pungente verismo pittorico:
(Giovanni Fattori)

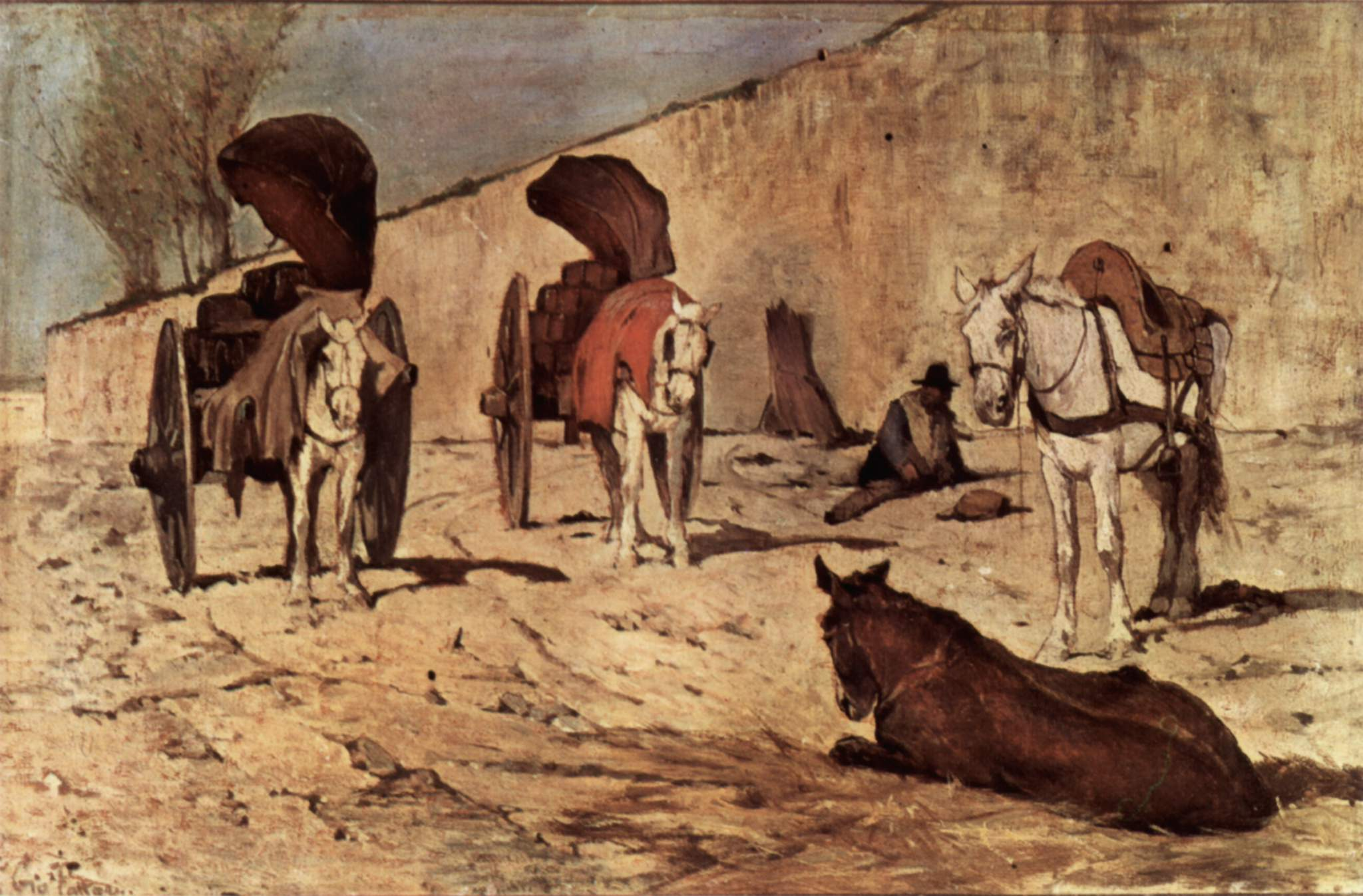
Giovanni Fattori, Barrocci romani (1872-73); tempera su tela, 21×31 cm, Galleria d'Arte Moderna, Firenze

La produzione pittorica di Fattori, in ogni caso, abbraccia numerosi altri soggetti oltre a quello militare. Un tema ricorrente è il paesaggio, in particolare la sua terra, la Maremma toscana; vi troviamo anche un certo gusto per il ritratto, realizzato con grande penetrazione psicologica e disinvoltura. Altro tema fondamentale della poetica fattoriana è quello dei contadini e dei loro costumi: i butteri, la gente del popolo e il loro faticoso lavoro dei campi, la vita degli animali e il logorio del lavoro sono tutti dati stilistici che troviamo in molti dei suoi dipinti. In questo modo Fattori restituisce l'immagine di una natura tutt'altro che generosa e idillica, bensì crudele, ostile, dove gli uomini e gli animali sono accomunati dal medesimo destino di sofferenza e miseria.
Fattori, del quale esiste un cospicuo numero di opere, è ben rappresentato in numerosi musei italiani, fra i quali giova ricordare il museo civico Giovanni Fattori di Livorno, la Galleria Nazionale d'Arte Moderna di Roma, la Galleria d'Arte Moderna di Palazzo Pitti (a Firenze), nella pinacoteca di Brera a Milano e la torinese Galleria civica d'arte moderna e contemporanea. Per quanto concerne il suo retaggio Fattori esercitò un'influenza forte e duratura su numerosi artisti, come Plinio Nomellini, Oscar Ghiglia, Giuseppe Pellizza da Volpedo e Amedeo Modigliani.

## Opere
- Il campo italiano alla battaglia di Magenta
- Soldati francesi del '59
- Barrocci romani
- Il quadrato di Villafranca
- La cugina Argia
- Butteri
- Maria Stuarda al campo di Crookstone
- In vedetta
- Il riposo
- La rotonda dei bagni Palmieri
- Il bivacco
- La libecciata
- I fidanzati
- In ricognizione
- Un episodio della battaglia di San Martino
- Il cavallo morto
- Traino di artiglieria
- Orci
- Lancieri a cavallo